# Victoria de Prusse
Titre
Épouse du régent de Lippe
20 mars 1895 – 21 juin 1897
(2 ans, 3 mois et 1 jour)
Victoria de Prusse (en allemand : Viktoria von Preußen), née le 12 avril 1866 à Potsdam et morte le 13 novembre 1929 à Bonn, est une princesse allemande, membre de la maison de Hohenzollern. Elle est la fille de l'empereur Frédéric III d'Allemagne et de la princesse royale Victoria du Royaume-Uni, fille aînée de la reine Victoria. Elle devient princesse de Schaumbourg-Lippe par son premier mariage en 1890.

## Biographie

### Naissance et baptême
Victoria, née le 12 avril 1866 au Nouveau Palais de Potsdam, est la deuxième fille et le cinquième enfant du prince héritier Frédéric de Prusse et de la princesse royale Victoria du Royaume-Uni. Par son père, elle est la petite-fille de Guillaume Ier d'Allemagne et d'Augusta de Saxe-Weimar-Eisenach, tandis que par sa mère, elle est la petite-fille de la reine Victoria du Royaume-Uni et du prince consort Albert de Saxe-Cobourg-Gotha.
La princesse Victoria est baptisée au Nouveau Palais le 24 mai 1866, le jour de l'anniversaire de sa grand-mère maternelle qui est aussi sa marraine avec la comtesse de Flandre Marie de Hohenzollern-Sigmaringen et son grand-père le roi de Prusse.
Sa famille la surnomme d'abord Young Vicky puis Moretta en référence à son teint foncé.

### Enfance et éducation

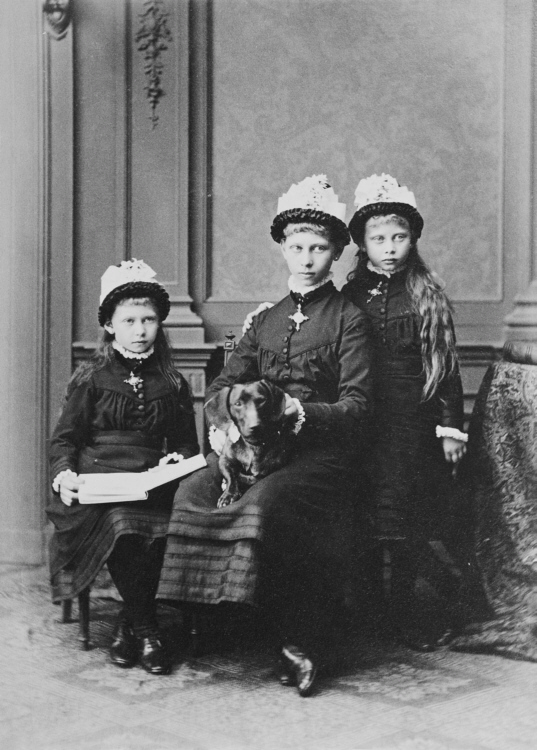
Victoria et ses sœurs Sophie (gauche) et Marguerite (droite) en août 1879.

Deux mois après la naissance de Victoria, le 18 juin 1866, son frère Sigismond meurt de la méningite à l'âge de deux ans. Sa mère décide alors d'élever ses plus jeunes enfants elle-même, et de ne pas les confier à des tuteurs et des gouvernantes comme ses aînés Guillaume, Charlotte, et Henri. Victoria et ses trois cadets, Waldemar, Sophie, et Marguerite, sont donc plus proches de leurs parents. Waldemar meurt de la diphtérie en 1879 à l'âge de onze ans, et cet événement tragique rapproche encore plus les trois sœurs. La famille partage son temps entre le Nouveau Palais de Potsdam et le palais du Kronprinz à Berlin, mais reste à l'écart de la cour, qui n'apprécie pas les opinions libérales du couple princier. Le couple espère inculquer ces opinions à leurs enfants grâce à une éducation similaire à celle préconisée par le prince Albert. L'éducation et les loisirs de Victoria sont donc inspirés de l'enfance de sa mère, qui engage pour ses plus jeunes enfants des gouvernantes anglaises, et les emmène régulièrement rendre visite à leur famille britannique. Élevée dans un environnement protégé et recevant une éducation moins stricte que ses aînés, Victoria est une enfant dynamique et enthousiaste. Elle suit des leçons hebdomadaires de danse et apprécie les balades avec le poney Shetland que lui a offert sa grand-mère maternelle. Elle aime aussi jardiner et cuisiner, et sa mère lui fait prendre des leçons dans les cuisines du palais.

### Fiançailles

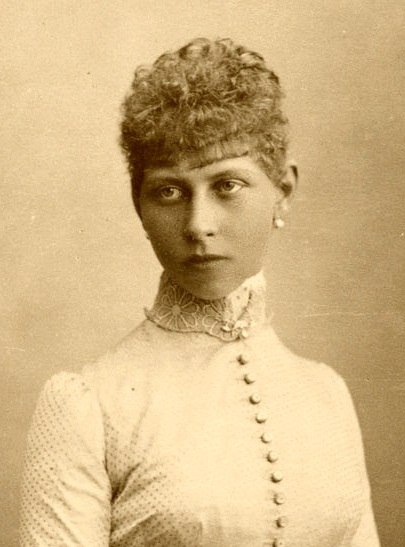
Victoria de Prusse en septembre 1885.

En 1881, Alexandre de Battenberg, prince de Bulgarie, est invité par la mère de Victoria à la cour de Prusse. La Kronprinzessin et la reine Victoria envisagent Alexandre comme futur époux pour la jeune princesse de seize ans, qui partage tant leur enthousiasme qu'à la nouvelle visite du séduisant prince au printemps suivant, elle est folle amoureuse de lui.
Cependant ses frères et sœurs aînés, ses grands-parents et le chancelier Otto von Bismarck s'opposent à ce projet d'union. Alexandre étant issu d'un mariage morganatique, les Hohenzollern considèrent qu'il n'est pas un fiancé approprié pour la princesse. Quant à Bismarck, il s'oppose à un mariage qui pourrait rendre plus difficiles les relations entre l'Allemagne et la Russie. De fait, la politique d'Alexandre en Bulgarie et dans les Balkans déplaît fortement au tsar, qui est pourtant l'oncle du jeune homme. Les différences de vue entre la Kronprinzessin et l'empereur Guillaume à propos du mariage de Victoria compliquent encore leurs relations, déjà passablement mauvaises.
Alors que Victoria perd espoir de pouvoir épouser Alexandre, son grand-père et son père tombent gravement malades, tandis que sa sœur Sophie prépare son départ pour Athènes, où elle va épouser le prince héritier de Grèce. L'empereur meurt le 9 mars 1888, et ses parents montent sur le trône. Cependant, son père souffre d'un cancer de la gorge et ne règne que quatre-vingt-dix-neuf jours avant de succomber le 15 juin suivant. Le nouvel empereur, le frère aîné de Victoria, Guillaume II, déteste ses parents, et bien que Frédéric ait demandé dans son testament que Victoria et Alexandre soient autorisés à se marier, il ordonne à Alexandre de mettre définitivement fin à leur idylle. Alexandre rend à Victoria toutes les lettres et cadeaux qu'elle lui a envoyés, et lui écrit une lettre d'adieux. Victoria, à 22 ans, a peur de finir veille fille. Ne se considérant pas séduisante, elle essaie d'améliorer son apparence par un régime draconien, au point de s'affamer. En 1889, sa mère écrit à la reine Victoria : « Son obsession est d'être mince. Elle s'affame […]. Elle va ruiner sa santé. » Elle souffre probablement d'une forme de trouble alimentaire, aggravée par son état dépressif. Bien qu'elle ne soit pas considérée comme très attirante, Victoria est en réalité décrite comme ayant beaucoup de charme. Isolée de la cour par son frère, elle vit avec sa mère et sa sœur Marguerite au château de Friedrichshof. Sa mère l'envoie quelque temps en Angleterre passer du temps avec sa famille pour se changer les idées.
Après l'échec de ses fiançailles avec Alexandre de Battenberg, sa mère et sa grand-mère continuent de chercher des prétendants, et établissent une liste avec l'aide de la duchesse d'Édimbourg Maria Alexandrovna de Russie et de la princesse de Leiningen Marie de Bade. Le prince Charles de Suède, duc de Västergötland, refuse de l'épouser, ce qui aggrave ses troubles alimentaires. En 1889, le grand-duc Alexandre Mikhaïlovitch de Russie est proposé, mais il décline l'offre, tout comme son cousin le grand-duc Pierre Nikolaïevitch. Un autre candidat est le prince Ernest de Hohenlohe-Langebourg, qui épousera finalement sa cousine Alexandra d'Édimbourg. Le prince héritier Charles de Portugal est avancé par Otto von Bismarck, mais Victoria refuse de se convertir au catholicisme. Même des roturiers sont suggérés : le capitaine Maurice Bourke, fils cadet du comte de Mayo Richard Southwell Bourke, est sérieusement envisagé par la reine Victoria. Alors que Charlotte, sa sœur aînée, commence à répandre à la cour des rumeurs sur sa vie sentimentale, Victoria est convaincu qu'elle restera célibataire et écrit à sa grand-mère que le mariage ne l'intéresse plus,

### Premier mariage
En juin 1890, Victoria, sa mère, et sa sœur Marguerite, rendent visite à leur cousine Marie de Nassau, princesse douairière de Wied. Parmi les autres invités figure le prince Adolphe de Schaumbourg-Lippe, fils cadet d'Adolphe Ier de Schaumbourg-Lippe et d'Hermine de Waldeck-Pyrmont qui a 30 ans. Adolphe et Victoria passent beaucoup de temps ensemble. Il la demande en mariage le 11 juin. Sa mère avait envisagé Adolphe comme prétendant possible mais l'avait rejeté car elle ne le considérait pas digne de sa fille. Elle s'effondre en larmes quand elle apprend leurs fiançailles. Bien que Victoria ait écrit dans ses mémoires qu'elle est tombée amoureuse d'Adolphe au premier regard, elle a écrit à sa mère qu'elle ne l'a épousé que « par dépit et par peur de dépérir. » La reine Victoria donne son approbation mais ne croit pas que sa petite-fille soit heureuse et sa fille partage son avis. L'impératrice douairière n'apprécie pas la différence de statut entre les fiancés : Adolphe est le quatrième fils du prince de Schaumbourg-Lippe qui règne sur une minuscule principauté enclavée dans le royaume de Prusse tandis que Victoria est fille d'empereur. Il a le prédicat d'Altesse Sérénissime tandis que Victoria a celui d'Altesse Royale. L'impératrice douairière continue donc de chercher d'autres prétendants. L'empereur l'en empêche car il est très satisfait de cette union. Les mois précédant la cérémonie, Victoria est toujours dans un état dépressif.
Les festivités du mariage commencent deux jours avant la cérémonie par une représentation à l'opéra et un banquet donné par l'impératrice douairière. Victoria et Adolphe se marient le 19 novembre 1890 lors d'une cérémonie luthérienne en la chapelle du château de Berlin devant une large assemblée dont soixante invités royaux, la plupart de la famille de Victoria. C'est l'empereur qui porte le toast. Victoria porte une robe de satin broché crème, brodée de roses sauvages en argent, avec un voile de tulle et d'argent surmonté d'une couronne de fleurs d'oranger et de myrtes. 

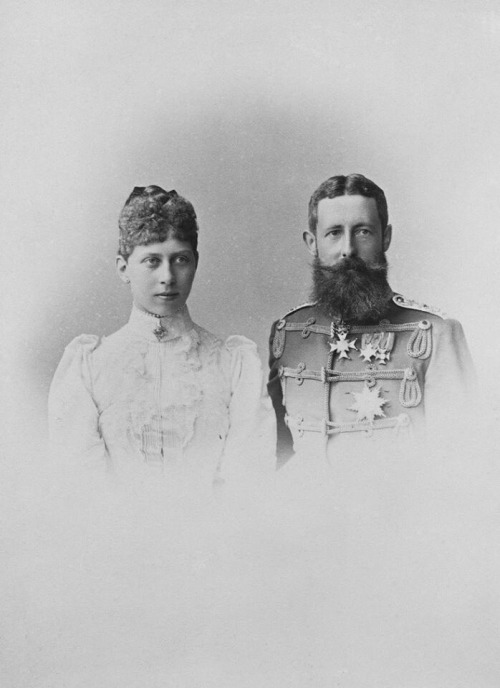
Victoria de Prusse et Adolphe de Schaumbourg-Lippe le 1er janvier 1890.

Victoria et Adolphe partent pour une longue lune de miel où ils voyagent à travers l'Europe et la Méditerranée, et séjournent en Grèce auprès de sa sœur Sophie. Ils sont forcés d'abréger leur visite et de retourner en Allemagne pour que Victoria, qui a fait une fausse-couche, puisse être soignée. La jeune femme ne tombera plus enceinte et le mariage restera sans postérité. Victoria et Adolphe forment un couple paisible, et se respectent mutuellement. Néanmoins, Victoria n'est pas amoureuse de son époux, et dans les dernières années de leur union, elle pense à demander le divorce pour épouser le neveu d'Adolphe.
Le couple s'installe après le mariage à Bonn, au palais Schaumburg qu'Adolphe vient d'acquérir. Victoria y est souvent seule car Adolphe est accaparé par ses fonctions militaires. Elle vit tranquillement, se consacre à la décoration de sa nouvelle maison et rend fréquemment visite à sa nombreuse famille. Adolphe installe des courts de tennis au palais à la demande de Victoria et encourage son amour pour le jardinage. Cependant, Victoria admet rapidement qu'elle s'ennuie et qu'elle est malheureuse. Elle semble être retombée dans un état dépressif et reprend son régime. Ses troubles alimentaires se sont tellement aggravés qu'elle inquiète toute sa famille, et en 1893, elle est soignée pour anémie.
Entre 1895 et 1897, le couple réside dans la principauté de Lippe où Adolphe assume quelque temps la régence pour Alexandre de Lippe, qui est handicapé mental. Le couple fait son entrée à Detmold, la capitale de la principauté, le 4 mai 1895. Victoria apprécie ses nouvelles responsabilités publiques, et sa santé mentale s'améliore.
En 1898, un cancer du sein, qui s'étend à la colonne vertébrale, est diagnostiqué à sa mère, qui est très affaiblie. Elle meurt le 5 août 1901.

### Veuvage
En 1914, l'Allemagne entre dans la Première Guerre mondiale. Pour Victoria, sœur de l'empereur d'Allemagne, mais sympathisante de la cause du pays de sa mère, c'est un déchirement. En 1915, elle quitte Berlin et retourne à Bonn. Les années de guerre précipitent la vie de Victoria dans le chaos : en juillet 1916, après presque trente ans de mariage, son époux meurt, en 1917, son beau-frère le roi de Grèce est renversé et en 1918, l'Empire s'effondre, son frère abdique et les aristocrates perdent leurs titres.
Après le conflit, elle retrouve son cousin le roi Georges V et lui exprime son désir de renouer avec la famille royale britannique. Le roi lui répond cependant qu'il ne croit pas que ce soit possible avant de très nombreuses années, ce qui scelle la rupture définitive entre les deux familles.
Après la mort d'Adolphe, elle sollicite la permission de son frère pour se remarier avec un neveu de son défunt époux, mais il refuse. Après la guerre, elle ne perd pas son palais, mais ses finances commencent à se réduire. Alors, au milieu des années 1920, elle accepte l'offre d'un éditeur de rédiger ses mémoires, qui sont publiées en 1929 en enjolivant quelque peu certains faits, certainement pour attirer le public.

### Second mariage

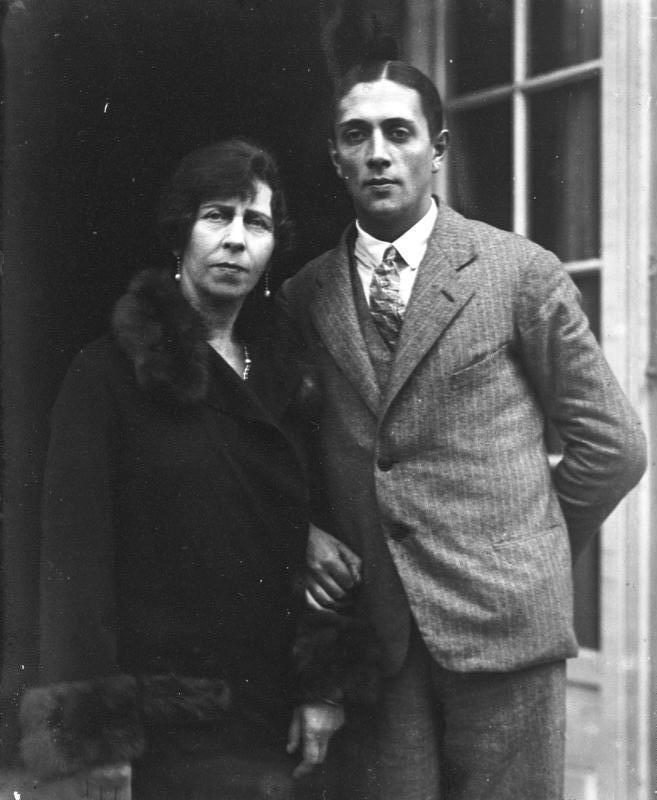
Victoria de Prusse avec Alexander Zoubkoff en 1927.

En 1927, Victoria organise une fête pour les étudiants dans son château de Bonn. Elle y rencontre Alexandre Anatolievitch Zoubkoff, un réfugié russe blanc étudiant en droit à l'université de Bonn qui se prétend baron et que la presse décrira comme un danseur . Éprise du jeune homme de trente-cinq ans son cadet, Victoria le couvre de cadeaux somptueux, et il la demande en mariage. Sans demander la permission de son frère , Victoria renonce à ses titres et épouse Zoubkoff le 19 novembre 1927, trente-sept ans jour pour jour après son premier mariage, à la mairie de Bonn, puis lors d'une cérémonie orthodoxe à laquelle n'assiste aucun membre de sa famille. Elle porte le voile de mariage de sa mère. La différence d'âge, et le fait que le couple ne se connaît que depuis deux mois, crée un immense scandale au sein de la haute société.
Zoubkoff ne tarde pas à dilapider la fortune de Victoria, que la guerre a déjà largement écornée, et rentre rarement au domicile conjugal . Ses problèmes financiers et son comportement aboutissent à son expulsion d'Allemagne. Il se rend au Luxembourg et y travaille comme serveur, et le restaurant qui l'emploie affiche : « Le beau-frère de l'empereur à votre service ». Initialement, Victoria soutient son mari, mais elle finit par s'en séparer en 1928, agacée par ses frasques.
Ruinée, la princesse doit vendre aux enchères toutes ses possessions et le palais Schaumburg  mais la vente n'attire guère les investisseurs et la demeure ne lui permet de rembourser que l'équivalent d'un tiers de ses dettes (estimées à 900 000 marks ou 45 000 livres) . Après avoir abandonné son ancienne résidence, Victoria emménage dans une chambre meublée à Mehlem, dans la banlieue de Bonn. Victoria prend la décision de demander le divorce, expliquant que Zoubkoff ne peut plus subvenir à ses besoins et que leurs « relations conjugales n'existent plus » .
Cependant, la princesse meurt d'une pneumonie à l'hôpital de Bonn le 13 novembre 1929, quelques jours seulement après que l'annonce de sa demande de divorce ait été rendue publique. Elle est enterrée au château de Friedrichshof.

## Titulature et distinctions

### Titulature
- 12 avril 1866 - 19 novembre 1890 : Son Altesse Royale la princesse Victoria de Prusse
- 19 novembre 1890 - 19 novembre 1927 : Son Altesse Royale la princesse Adolphe de Schaumbourg-Lippe
- 19 novembre 1927 - 13 novembre 1929 : Son Altesse Royale la princesse Victoria, Madame Alexander Zoubkoff

### Distinctions
- Dame de l'ordre de Louise
- Dame de l'ordre royal de Victoria et Albert, première classe

### Autobiographie de la princesse
- (de) Viktoria Zoubkoff, Was mir das Leben gab – und nahm, Bouvier, 2005  (ISBN 3416030710)

### Biographie de la princesse
- (de) Uta Ditsche, Viktoria von Preußen, Bouvier, 2010  (ISBN 3416032985)

### Autres ouvrages en rapport avec la princesse
- (fr) Frédéric Mitterrand, Mémoires d'exil, Robert Laffont, 1999  (ISBN 2221090233)
- (en) Hannah Pakula, An Uncommon Woman - The Empress Frederick: Daughter of Queen Victoria, Wife of the Crown Prince of Prussia, Mother of Kaiser Wilhelm, Simon and Schuster, New York, 1995  (ISBN 9780684808185)
- (de) Alexandre Zoubkoff (de), Mein Leben und Lieben, Bouvier, 2005  (ISBN 3416030729).
- (en) John Van der Kiste, The Prussian Princesses, 2014